# Москин, Гастоне
Гастоне Москин (итал. Gastone Moschin; 1929—2017) — итальянский актёр.

## Биография
Окончил Национальную академию драматического искусства Сильвио Д’Амико. Начал в 1950-х как театральный актёр в Генуе, затем в Пикколо-театро в Милане. Тогда же начал сниматься в кино и на телевидении. Играл в основном характерные роли. Одна из самых известных работ — Рамбальдо Меландри в серии фильмов «Мои друзья». Дважды лауреат премии «Серебряная лента» за лучшую мужскую роль второго плана (1967, 1986).
С 1970 года был женат на актрисе Марсии Убальди (1938-2023), у супругов была дочь Эмануэла Мскин. Гастоне Москин умер 4 сентября 2017 года в больнице в возрасте 88 лет от кардиомиопатии.

## Избранная фильмография
- 1959 — Дерзкий налёт неизвестных злоумышленников — Альфредо, книгопродавец
- 1961 — Как хорошо жить — священник
- 1961 — Стрельба по блюдечкам — Пасквини
- 1962 — Ревущие годы — Кармин Пассанте (по мотивам «Ревизора» Гоголя, в советском прокате «Инспектор инкогнито»)
- 1963 — Ученик булочника из Венеции — Гарцони
- 1964 — 100 всадников — Фрате Кармело
- 1966 — Дамы и господа — Освальдо Бизигато
- 1967 — Гарем — Джанни Инверницца
- 1967 — Лицом к лицу — человек в Пуэрто-дель-Фуэго (нет в титрах)
- 1970 — Конформист — Манганьелло
- 1974 — Крёстный отец 2 — дон Фануччи
- 1975 — Мои друзья — Рамбальдо Меландри
- 1981 — Лев пустыни — полковник Томелли